# أليكساندر داميانوفيتش
أليكساندر داميانوفيتش مواليد 15 يوليو 1973 في سراييفو، جمهورية البوسنة والهرسك الاشتراكية، جمهورية يوغوسلافيا الاشتراكية الاتحادية، هو مدرب كرة سلة بوسني ولاعب معتزل. بدأ مسيرته الاحترافية في سنة 1991. اعتزل اللعب في 2015.